# 水人
水人（英語：Hydro-Man），本名莫里斯·本奇（Morris Bench），是漫威漫畫中的超級反派角色，由作家丹尼斯·奧尼爾和藝術家小約翰·羅米蒂所創作。水人首次為於《The Amazing Spider-Man》#212中登場。

## 人物
莫里斯·本奇原本是一艘美國船艦「鬥牛犬號」的船員，在某次蜘蛛人和納摩的一場戰鬥中不小心被撞到水中，受到一部正在海底中進行測試的實驗發電機所放出的輻射影響，導致身體與水融合，成為「水人」並擁有把身體變成水和控制水的能力，然而莫里斯卻把這次意外完全歸咎於蜘蛛人的身上，通過下水道和水閥等地方向蜘蛛人報復。此外，水人曾經與能力相近且同是蜘蛛人的敵人的沙人融合，成為泥怪（Mud-Thing）。

## 其他媒體

### 電視
- 《蜘蛛人》：由羅伯·保羅森（英语：Rob Paulsen）配音[2]。
- 《驚奇四超人（英语：Fantastic Four (1994 TV series)）》：由布萊德·嘉瑞特配音。
- 《神奇蜘蛛人》：由比爾·法格巴克配音。
- 《終極蜘蛛人》：由詹姆斯·阿諾德·泰勒（英语：James Arnold Taylor）配音。

### 電影
- 漫威電影宇宙
  - 《蜘蛛俠：決戰千里》（2019年）：由神秘法師虛構出的四種「元素眾」之一的水元素以水人為基礎。

### 遊戲
- 《Marvel：復仇者聯盟（英语：Marvel: Avengers Alliance）》，網絡遊戲。
- 《蜘蛛人：飛越無限（英语：Spider-Man Unlimited (video game)）》，手機遊戲。
- 《MARVEL未來之戰》：手機遊戲，水人是玩家可使用角色之一。

## 外部連結
- Hydro-Man於Marvel.com